# الحرب الألطافية البيزنطية
الحرب الألطافية البيزنطية (بالأمازيغية: ⵣⵔⵉ ⵏ ⴰⵍⵜⴰⴼⴰ ⴷ ⴱⵉⵣⴰⵏⵟⵉ) أعلنها الملك الألطافي غرمول من 569 م إلى 579 م على الإمبراطورية البيزنطية قاد غرمول حرب شاملة ضد البيزنطيين شملت معارك كبرى و غزوات و حرب عصابات متواصلة، إستمرت حوالي10 سنوات.
شهدت بداية الصراع معارك عديدة في منطقة إفريقية حيث تمكن غرمول من إلحاق هزيمة ساحقة بالجيش البيزنطي. لم يكتفِ بذلك بل واصل تقدمه في غزو إفريقية وصولًا إلى مقاطعة بريتوريانة و خلال تقدمه واجه غرمول قادة بيزنطيين لكنه تمكن من القضاء عليهم جميعا.

## تفاصيل الحرب
في عام 571م أرسل الإمبراطور البيزنطي جستنيان الأول جيشًا بقيادة الجنرال يوحنا لمواجهة غرمول، دمر غرمول الجيش البيزنطي مجددًا و قُتل الجنرال (يوحنا John) في المعركة . لم تتوقف محاولات البيزنطيين ففي عام 578 ميلادي أرسل الإمبراطور تيبريوس الثاني جيشًا آخر بقيادة الجنرال ثيودور الذي كان يهدف إلى استعادة السيطرة على إفريقية لكن ثيودور فشل في مهمته و هُزم جيشه وقتل على يد غرمول، وخلال هذه الحملات قتل غرمول أيضًا القائدين البيزنطيين أمابيليس،ثيوكتيستوس ، مما أدخل الإمبراطور البيزنطي في حالة جنون وزاد من حالة الفوضى والضعف في صفوف الجيش البيزنطي.

## النهاية
إستمرت حرب غرمول ضد البيزنطيين حتى عام579م عندما قُتل عن طريق الخديعة  حيث تمت دعوته للتفاوض وعند وصوله للمأدبة تعرض لهجوم مباغت من طرف(جيناديوس Gennadius).